# Chiesa di Santa Maria delle Grazie (Sansepolcro)
La chiesa di Santa Maria delle Grazie è un edificio sacro che si trova in via Beato Ranieri a Sansepolcro. È il santuario mariano cittadino.

## Storia
Fu costruita assieme all'adiacente oratorio per iniziativa della Confraternita della Madonna delle Grazie subito dopo l'istituzione, nel 1518 da parte di un gruppo di religiosi e laici della città.
Nel 1563 fu realizzato il portale in pietra con figure di scheletri intagliate sulla porta lignea, disegnato da Alberto Alberti, in allusione all'ufficio di chiesa della Confraternita della Morte, rimasta attiva fino agli anni '50 del secolo XX.
Nel 1931, come risulta da una lapide apposta all'interno, la chiesa venne consacrata dal vescovo diocesano mons. Pompeo Ghezzi, ricorrendo i 1500 anni dal Concilio di Efeso nel quale la Vergine Maria era stata proclamata Madre di Dio.
Nel 1954 l'immagine della Madonna delle Grazie viene trasportata nella Basilica Cattedrale in occasione dell'ingresso in diocesi del vescovo mons. Domenico Bornigia, avvenuto l'11 febbraio.
Nell'anno mariano 1953/1954 il santuario è sede di numerose iniziative a carattere liturgico e devozionale: il 2 febbraio viene solennemente celebrata la festa della Purificazione con ottavario;la seconda domenica di ottobre è celebrata la festa della Madonna della Misericordia, con l'intervento dei vescovi Domenico Bornigia, Luigi Cicuttini di Città di Castello, Emilio Bianchieri di Rimini, Pietro Fiordelli di Prato,.
Riconsacrato dal vescovo di Sansepolcro mons. Pompeo Ghezzi nel 1931 (in occasione del 1500 anni dal Concilio di Efeso, che definì Maria Madre di Dio), il santuario è stato restaurato negli anni '50 del secolo scorso e in ultimo tra 2006 e 2007. L'elegante loggia esterna che forma il portico d'ingresso all'oratorio è stata riaperta nel 1981 e la vasta sala dell'oratorio è stata restaurata tra 1985 e 1988. Questi lavori furono promossi su iniziativa del canonico mons. Pietro Zazzeri (1911-1987), al cui nome è stata dedicata la sala maggiore dell'oratorio.

## Devozione

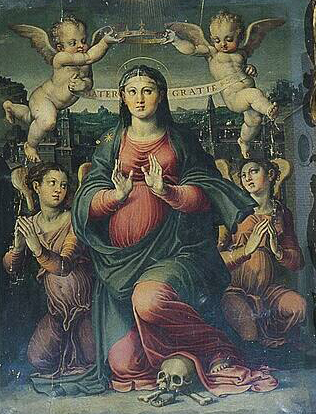
Madonna delle Grazie, Raffaellino dal Colle (1555), Sansepolcro, santuario di Santa Maria delle Grazie

Nei secoli il santuario è stato luogo di preghiera e pellegrinaggio, in particolare in occasione di terremoti (come testimoniano le numerose lapidi collocate sulle pareti esterne, l'ultima delle quali risale al 1917).

In particolare, nel XVII secolo si verificano ripetuti terremoti, che coinvolgono anche la dimensione religiose, sia personale che comunitaria. Noto è il fatto dell'8 aprile 1694, così descritto nel libro delle memorie della Compagnia della Madonna delle Grazie: 
Nel crollo muoiono due donne, una sotto le rovine e l'altra d'infarto. Il popolo, uscito dalla case e dalle chiese, si raduna all'aperto nella piazza di San Francesco, per paura delle scosse che si susseguono. «E perché in tal tempo, per divina disposizione, si trovava deposta dal suo luogo la sacra imagine [sic] suddetta della Madonna delle Grazie, per farne traslazione, con tal comodità fu risoluto dai signori governatori di questa Compagnia esporla alla veneratione, per conforto et aiuto degl'afflitti, il che fu fatto prestamente alla presenza anche di monsignore vescovo, ed al comparire della sacra immagine si sollevorno grida e pianti compassionevoli di tutti, che in tal costernatione imploravano l'aiuto di questa nostra gran signora e avvocata; fu esposto alla porta della chiesa di questa compagnia, fatto con un altare di tavolo al miglior modo possibile, fin tanto che in mezzo alla suddetta piazza fu fatto con legni e tende una bracca, et erettovi un altare, ove fu l'istesso giorno collocata la sacra immagine con celebrarsi ivi le messe e tutte l'altre funzioni sì del venerdì e sabbato [sic] santo come de tre giorni di Pasqua di resurrezione, con continuo concorso del popolo tanto di giorno come di notte, essendosi offerte copiose elemosine alla santissima Vergine». L'anno seguente l'immagine della Madonna delle Grazie traslata in Cattedrale sabato 28 maggio e nel pomeriggio del giorno dopo si tiene una solenne processione con l'intervento di tutte le confraternite, i religiosi, i preti secolari e il vescovo; l'immagine è portata in tutti i monasteri della città, poi la processione giunge in Piazza San Francesco dove il vescovo, davanti alla chiesa dei frati Minori conventuali, imparte la benedizione al popolo, giunto sia dalle vicinanze che da luoghi più lontani. Infine, l'immagine viene ricollocata nel suo altare nell'omonimo santuario ed è riconosciuta «nostra singolare avocata specialmente nel pericolo del suddetto terremoto».
Nel 1731 il vescovo di Sansepolcro, Raimondo Pecchioli, visitando la chiesa della Madonna delle Grazie, e venerando la «di lei miracolosissima immagine» nota che è raffigurata a mani aperte, «in quella guisa che suole un prelato nel annunciare al suo popolo il Pax vobis», mentre nelle copie sugli stendardi l'immagine è raffigurata “con le mani giunte davanti al petto”. Il vescovo, incuriosito da questo particolare, il vescovo ne chiede spiegazione ai priori della Compagnia, i quali rispondono «sapersi per antica tradizione che nel essere ricorsa questa patria ad implorare il patrocinio della Vergine santissima nella detta sua chiesa in occasione di non so qual flagello minacciatole dal'ira [sic] divina nel discoprirsi al popolo ivi concorso la sacra immagine fu veduta con non meno giubilo che stupore con le mani non più giunte ma apperte [sic] come si vede davanti il petto quasi che se anunziasse [sic] la pace nel essersi per la di lei intercessione placato l'Altissimo, come di fatto seguì cessando il minacciato castigo». Il vescovo chiede se del fatto esistono documenti, ma ottiene risposta negativa, per cui incarica i priori di ricerca «qualche particolare notizia d'un fatto così memorabile». I priori, nel 1732, raccolgo quattro testimonianze, dalle quali risulta che, verosimilmente nei primi anni del XVII secolo, l'immagine, che era stata dipinta con le mani giunti, era stata trovata con le mani in atteggiamento benedicente in occasione di uno scoprimento pubblico per una preghiera di liberazione da un qualche flagello. Il Pecchioli si comportò con molta prudenza, non gridando al miracolo, ma documentando una tradizione popolare, ancora oggi diffusa tra il popolo. Nelle copie che si conservano la Madonna delle Grazie è raffigurata a mani giunte, come, ad esempio, in quelle oggi conservate nella sacrestia della chiesa parrocchiale di San Paolo (proveniente dal santuario) o in quella del parlatorio delle monache Clarisse.

## Descrizione
La semplice facciata intonacata ha un solo portale timpanato in pietra disegnato da Alberto Alberti e realizzato nel 1563. La porta lignea presenta coeve figure intagliate di scheletri, in riferimento alla Confraternita della Morte che nella chiesa aveva sede.
L'interno a navata unica conserva altri notevoli esempi della locale tradizione dell'intaglio del legno, i primo luogo il bellissimo soffitto a cassettoni, eseguito tra 1636 e 1642 dagli intagliatori Orazio Binoni e Giovan Battista Vagnini. Nei cassettoni sono raffigurati gli stemmi della confraternita (teschio con tibie incrociate), e simboli mariani tratti dal Cantico dei Cantici e dalle Litanie Lauretane, mentre il riquadro centrale, forse dipinto da Federico Zoi rappresenta la Madonna delle Grazie. In controfacciata sono la cantoria e l'organo, anch'essi lignei e con begli intagli, aggiunti alla metà del Settecento.
I tre altari con decorazione in stucco settecenteschi presentano l'originale policromia riemersa nei restauri del 2006. L'altare di destra conteneva una tela con i Santi Rocco e Sebastiano e i donatori assegnabile a Francesco Cungi, probabilmente degli ultimi anni del Cinquecento, oggi in collezione privata. Oggi vi è collocato un Crocifisso ligneo del XVI secolo, forse opera di Nero Alberti. Sull'altare dirimpetto è invece una tela settecentesca di Francesco Gambacciani con San Biagio e San Francesco di Paola.
All'altare maggiore del 1752 è conservata la tavola raffigurante la Madonna delle Grazie, realizzata nel 1555 dal pittore Raffaellino del Colle, che rappresenta Maria incinta, recante in sé la Grazia divina.
La sala maggiore dell'oratorio, attiguo alla chiesa, conserva un ciclo di affreschi con Storie della vita di Cristo della Vergine Maria, eseguito tra 1601 e 1605 circa dai fratelli Alessandro, Cherubino e Giovanni Alberti, con la collaborazione di Raffaello Schiaminossi. Nel 1987, al termine del restauro degli affreschi, venne adibito a sala mostre e conferenze intitolata al nome del canonico mons. Pietro Zazzeri, che una decina di anni prima aveva avviato il ripristino architettonico e artistico dell'edificio.